# Энгвер, Николай Николаевич
Николай Николаевич Энгвер (22 августа 1938, Темниковский ИТЛ, Мордовская АССР — 14 июля 2014, Москва) — советский и российский ученый, доктор экономических наук.

## Семья
Сын Николая Юрьевича Энгвера и Алиде-Якобине-Иоанны (Лидии Васильевны) Энгвер, родился в Темниковских лагерях (Темниковский ИТЛ), станция Потьма, Зубово-Полянский район Мордовской АССР, инвалид детства.
Отец, Н. Ю. Энгвер, назначенный в 1937 году И. В. Сталиным начальником Каспийского пароходства, в этом же году был обвинён в участии в контрреволюционной организации и приговорён в особом порядке к высшей мере наказания. Приговор приведён в исполнение 22 апреля 1938 года. Мать репрессирована как член семьи врага народа и с 1937 по 1946 год находилась в Темниковском ИТЛ. После освобождения, в 1946 году, семья Энгверов переехала в г. Ижевск. В 1956—1957 гг. Н. Ю. Энгвер и Л. В. Энгвер полностью реабилитированы за отсутствием состава преступления

## Биография
В 1962 году окончил экономический факультет МГУ. В 1970 году защитил кандидатскую, в 1984 году — докторскую диссертацию по кафедре статистики экономического факультета МГУ при научном консультировании профессора А. Я. Боярского.
С 1962 г. по 1965 г. работал на Арсеньевском машиностроительном заводе «Прогресс» (Приморский край) начальником экономической лаборатории. На этот завод он был направлен по распределению после окончания МГУ. С 1965 по 1967 гг. — инженер-исследователь группы статистики центральной заводской лаборатории Ижевского металлургического завода. В 1967—1970 гг. — аспирант кафедры статистики экономического факультета МГУ (г. Москва). В 1970—1972 гг. по распределению — в Латвийском отделении НИИ ЦСУ СССР (г. Рига). С 1972 по 1988 гг. — в Удмуртском государственном университете (г. Ижевск). В 1988—1989 гг. — ведущий научный сотрудник Физико-технического института Удмуртского отделения Уральского Научного центра АН СССР (г. Ижевск).
В 1989 г. избран Народным депутатом СССР от Удмуртской АССР. На Первом съезде народных депутатов СССР в мае 1989 г. избран в состав Совета Национальностей Верховного Совета СССР. С января 1995 г. по декабрь 2004 г. — профессор Российского нового университета (РосНОУ), член Диссертационного Совета РосНОУ. В последние годы — пенсионер, инвалид I группы, проживал в Москве.
Энгвер Николай Николаевич — автор более 40 научных трудов в области прогнозирования.

## Сочинения
Издана первая часть воспоминаний Н. Н. Энгвера — «Непоправимость зла», Издательство Юридический центр пресс (2010).
- Математико-статистические методы экономических прогнозов (подготовка предупреждающей информации в экономике) / Удм. гос. ун-т им. 50-летия СССР. — Ижевск : Удмуртия, 1976. — 302 с., 2 л. табл. : граф.